# 바키낭카라트라구

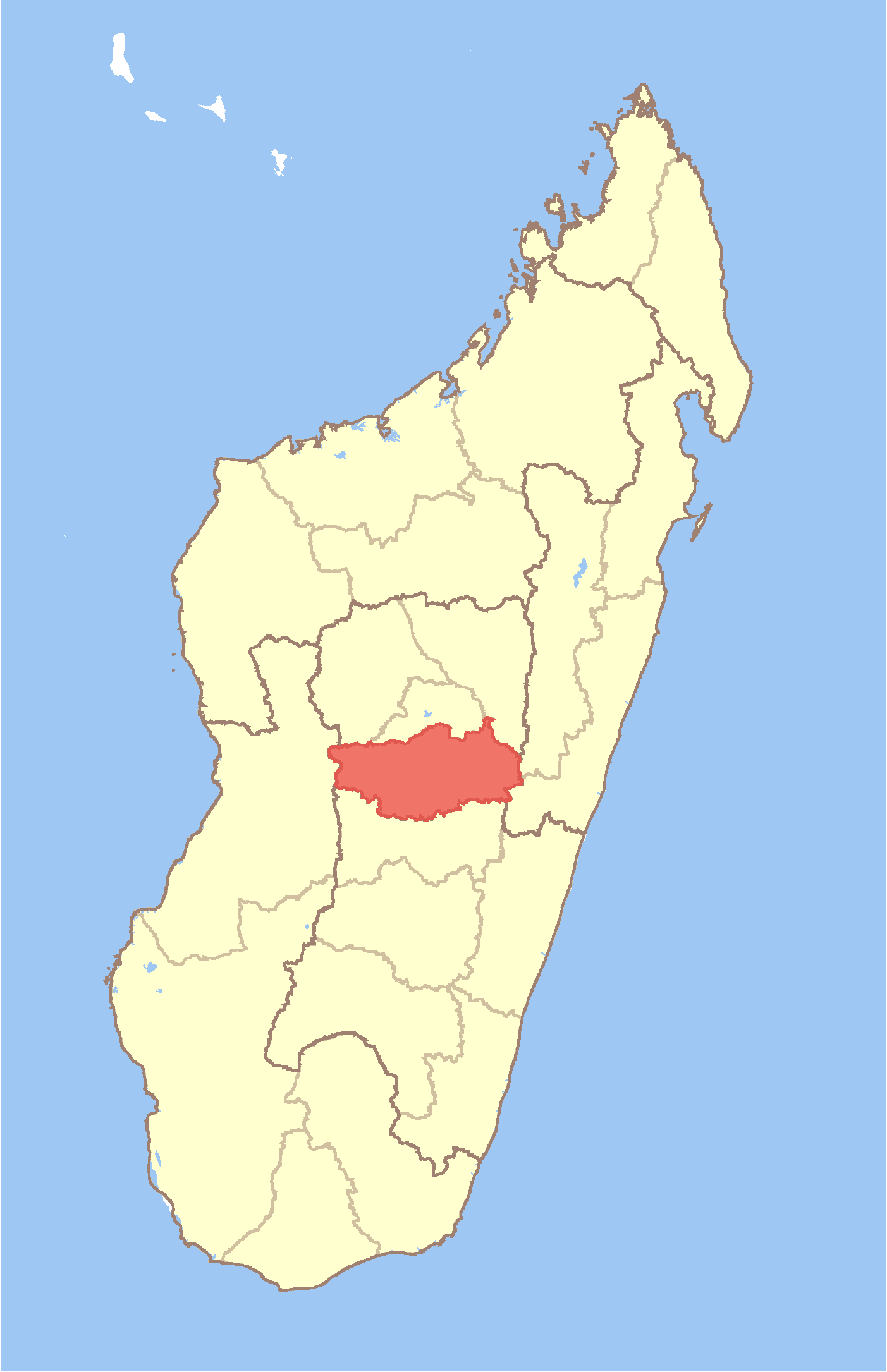
바키낭카라트라 구의 위치

바키낭카라트라구(말라가시어: Vakinankaratra)는 마다가스카르 중부에 위치한 구로 행정 중심지는 안치라베이며 면적은 16,599km2, 인구는 1,589,800명(2004년 기준)이다. 북서쪽으로는 봉골라바 구, 북쪽으로는 이타시 구, 북동쪽으로는 아날라망가 구, 동쪽으로는 알라오트라망고로 구와 아치나나나 구, 남쪽으로는 아모로니마니아 구, 서쪽으로는 메나베 구와 접한다. 7개 현을 관할한다.

## 같이 보기
- 안타나나리보주